# Fêtes et jours fériés en Macédoine du Nord
La Macédoine du Nord distingue des jours fériés universels, observés par l'ensemble de la population, et des fêtes religieuses ou consacrées à des minorités, uniquement observées par les personnes qui le souhaitent. Dans les deux cas, les travailleurs ont droit à des indemnités salariales ou a une augmentation de salaire s'ils travaillent. La fête nationale, appelée Jour de la République, a lieu de 2 août, elle commémore l'Insurrection d'Ilinden de 1903.

## Jours fériés universels
| Jours fériés                                       | Jours fériés | Jours fériés                                     | Jours fériés                             |
| -------------------------------------------------- | ------------ | ------------------------------------------------ | ---------------------------------------- |
| Date                                               |              | Nom français                                     | Nom local                                |
| 1er janvier                                        |              | Nouvel an                                        | Nova godina                              |
| 7 janvier                                          |              | Noël (selon le calendrier julien)                | Božik                                    |
| Deuxième jour de Pâques selon le calendrier julien |              | Pâques                                           | Velikden                                 |
| Premier jour du Ramadan                            |              | Ramadan Baïram                                   | Ramazan Bајram                           |
| 1er mai                                            |              | Fête du Travail                                  | Den na trudot                            |
| 2 août                                             |              | Jour de la République                            | Dеn nа Republikata                       |
| 8 septembre                                        |              | Jour de l'Indépendance                           | Den na nezavisnosta                      |
| 11 octobre                                         |              | Jour de l'Insurrection populaire                 | Den na narodnoto vostanie                |
| 23 octobre                                         |              | Journée de la lutte révolutionnaire macédonienne | Den na makedonskata revolucionerna borba |
| 8 décembre                                         |              | Saint Clément d'Ohrid                            | Sv. Klement Ohridski                     |

## Jours fériés communautaires
| Jours fériés communautaires | Jours fériés communautaires | Jours fériés communautaires                            | Jours fériés communautaires    |
| --------------------------- | --------------------------- | ------------------------------------------------------ | ------------------------------ |
| Date                        |                             | Nom français                                           | Nom local                      |
| 19 janvier                  |                             | Épiphanie (fête orthodoxe)                             | Bogojavlenie                   |
| 27 janvier                  |                             | Saint Sava (fête serbe)                                | Sveti Sava                     |
| 8 avril                     |                             | Journée internationale des Roms (fête rom)             | Meģunaroden den na Romite      |
| Date variable               |                             | Vendredi saint (fête orthodoxe)                        | Veliki Petok                   |
| Vendredi de la Pentecôte    |                             | Pentecôte (fête orthodoxe)                             | Duhovden                       |
| Date variable               |                             | Aïd al-Adha (fête musulmane)                           | Kurban Bajram                  |
| 23 mai                      |                             | Journée nationale des Valaques (fête valaque)          | Nacionalen den na Vlastite     |
| 28 août                     |                             | Assomption (fête orthodoxe)                            | Uspenie na Presveta Bogorodica |
| 28 septembre                |                             | Journée internationale des Bosniaques (fête bosniaque) | Meģunaroden den na Bošńacite   |
| 22 novembre                 |                             | Jour de l'alphabet albanais (fête albanaise)           | Den na Albanskata azbuka       |
| 21 décembre                 |                             | Journée de l'enseignement turc (fête turque)           | Den na nastava na turski jazik |
| 6 janvier                   |                             | Réveillon de Noël (fête orthodoxe)                     | Badnik                         |
| Date variable               |                             | Yom Kippour (fête juive)                               | Jom kipur                      |
| Dates diverses              |                             | Noël, Pâques et Toussaint (fêtes catholiques)          | Božik, Veligden i Praznikot    |